# Municipio de Beaver (condado de Saline)
El municipio de Beaver (en inglés: Beaver Township) es un municipio ubicado en el condado de Saline en el estado estadounidense de Arkansas. En el año 2010 tenía una población de 3211 habitantes y una densidad poblacional de 35,05 personas por km².

## Geografía
El municipio de Beaver se encuentra ubicado en las coordenadas 34°43′8″N 92°35′15″O / 34.71889, -92.58750. Según la Oficina del Censo de los Estados Unidos, el municipio tiene una superficie total de 91.6 km², de la cual 90,26 km² corresponden a tierra firme y (1,46 %) 1,34 km² es agua.

## Demografía
Según el censo de 2010, había 3211 personas residiendo en el municipio de Beaver. La densidad de población era de 35,05 hab./km². De los 3211 habitantes, el municipio de Beaver estaba compuesto por el 95,64 % blancos, el 1,03 % eran afroamericanos, el 0,65 % eran amerindios, el 0,31 % eran asiáticos, el 0,22 % eran de otras razas y el 2,15 % eran de una mezcla de razas. Del total de la población el 1,03 % eran hispanos o latinos de cualquier raza.